# Bordj Badji Mokhtar (distrito)
Bordj Badji Mokhtar é um distrito localizado na província de Adrar, no centro-sul da Argélia. Em 2008, sua população era de 20 930 habitantes.

## Comunas
O distrito está dividido em duas comunas:
- Bordj Badji Mokhtar
- Timiaouine